# سيسيل جاكوبسون
سيسيل جاكوبسون (بالإنجليزية: Cecil Jacobson)‏ هو طبيب أمريكي، ولد في 2 أكتوبر 1936 في سولت ليك في الولايات المتحدة.